# Düzdidil Kadın
Düzdidil Kadın, född 1825, död 1845, var den osmanska sultanen Abd ül-Mecid I:s tredje hustru.
Hon var ursprungligen abchazer. Hon placerades i det kejserliga osmanska haremet som barn via slavhandeln på Svarta havet. 
När Abd ül-Mecid I besteg tronen år 1839, valdes hon ut till att bli hans tredje rangs-hustru. 
Hon beskrevs som ovanligt vacker, stolt och egensinnig.